# Desulfosporosinus auripigmenti
Desulfosporosinus auripigmenti è una specie di batterio appartenente alla famiglia delle Peptococcaceae.